# كاسي غينز
كاسي غينز (بالإنجليزية: Cassie Gaines) هي مغنية أمريكية، ولدت في 9 يناير 1948 في سينيكا في الولايات المتحدة، وتوفيت في 20 أكتوبر 1977 في Gillsburg, Mississippi ‏ في الولايات المتحدة.

## وصلات خارجية
- كاسي غينز على موقع ميوزك برينز (الإنجليزية)
- كاسي غينز على موقع أول ميوزيك (الإنجليزية)
- كاسي غينز على موقع ديسكوغز (الإنجليزية)